# Jefferson (hrabstwo Vernon)
Jefferson – miasto w Stanach Zjednoczonych, w stanie Wisconsin, w hrabstwie Vernon.